# 장애인 학대
장애인 학대(障碍人虐待, 영어: disability abuse)는 모든 장애인에게 고통을 가하는 것을 말한다. 장애인 또한 학대의 대상이 되기도 하는데, 장애인도 자기 자신을 보호하는 능력이 서툴기 때문이다.

## 같이 보기
- 장애인 징병
- 아동 학대
- 노인 학대
- 아동 노동
- 아동 성매매
- 노동 착취
- 가정폭력
- 노인 학대